# Isla Guezalaga
Isla Guezalaga är en ö i Chile.   Den ligger i regionen Región de Magallanes y de la Antártica Chilena, i den södra delen av landet, 2 300 km söder om huvudstaden Santiago de Chile.
Trakten runt Isla Guezalaga är nära nog obefolkad, med mindre än två invånare per kvadratkilometer.